# برج وان پن پلازا

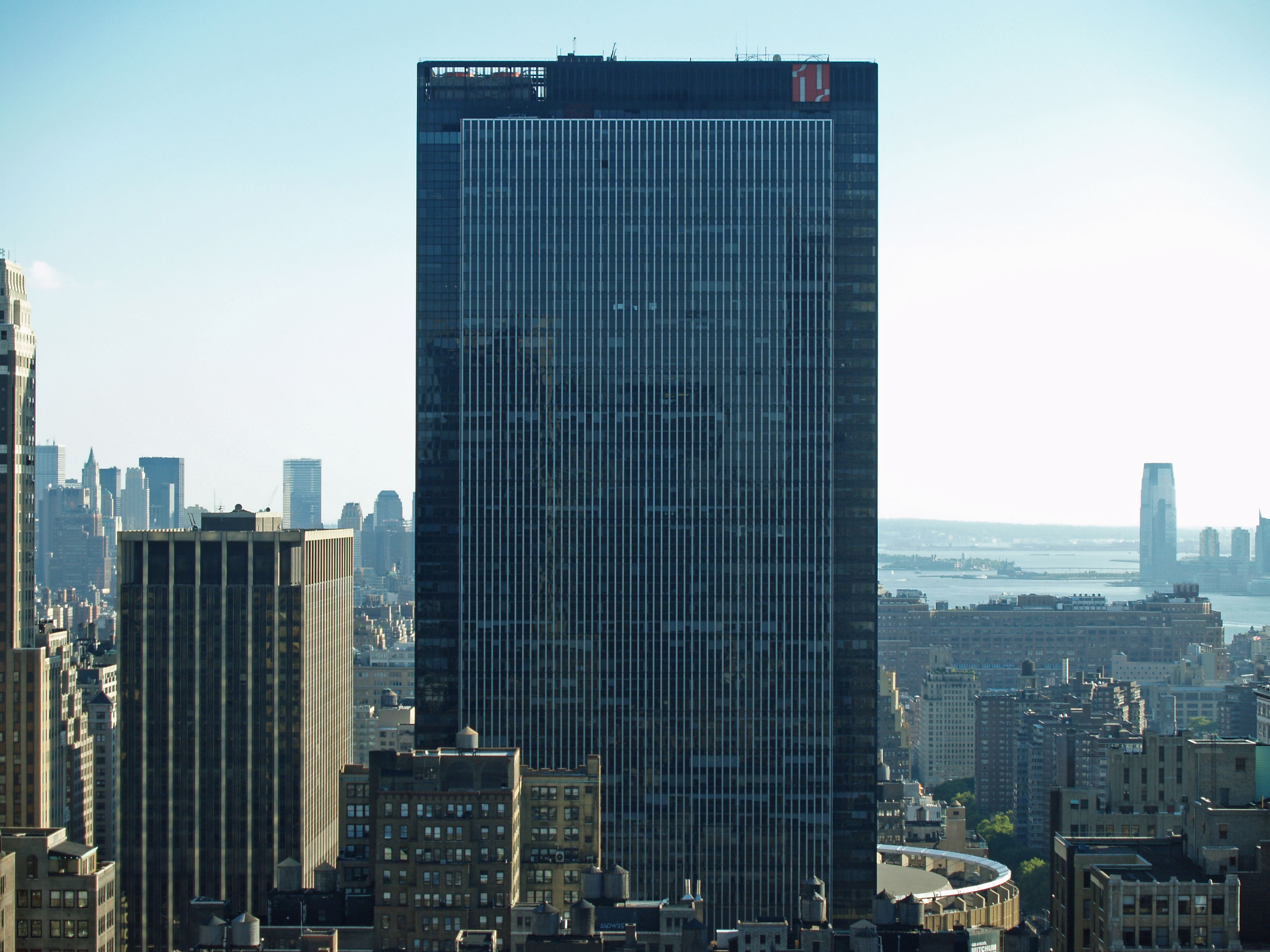
برج وان پن پلازا در منهتن، نیویورک

وان پن پلازا (به انگلیسی: One Penn Plaza) یک آسمان‌خراش ۵۷ طبقه‌ای و ۲۲۹ متری (۷۵۰ فوت) در محله منهتن در شهر نیویورک در ایالات متحده آمریکا است که بین خیابان‌های سی‌وسوم و سی‌وچهارم و در غرب خیابان هفتم قرار گرفته است و در نزدیکی ایستگاه پنسیلوانیا و بوستان میدان مدیسون می‌باشد که بلندترین ساختمان در بین ساختمان‌های اداری، تفریحی و هتل‌های پنسیلوانیا پلازا می‌باشد.
این برج که در سال ۱۹۷۲ میلادی به وسیله ایلای کان طراحی شده‌است دارای ۳ ست‌بک در طبقات هفتم، چهاردهم و پنجاه‌وپنجم می‌باشد.

## نگارخانه

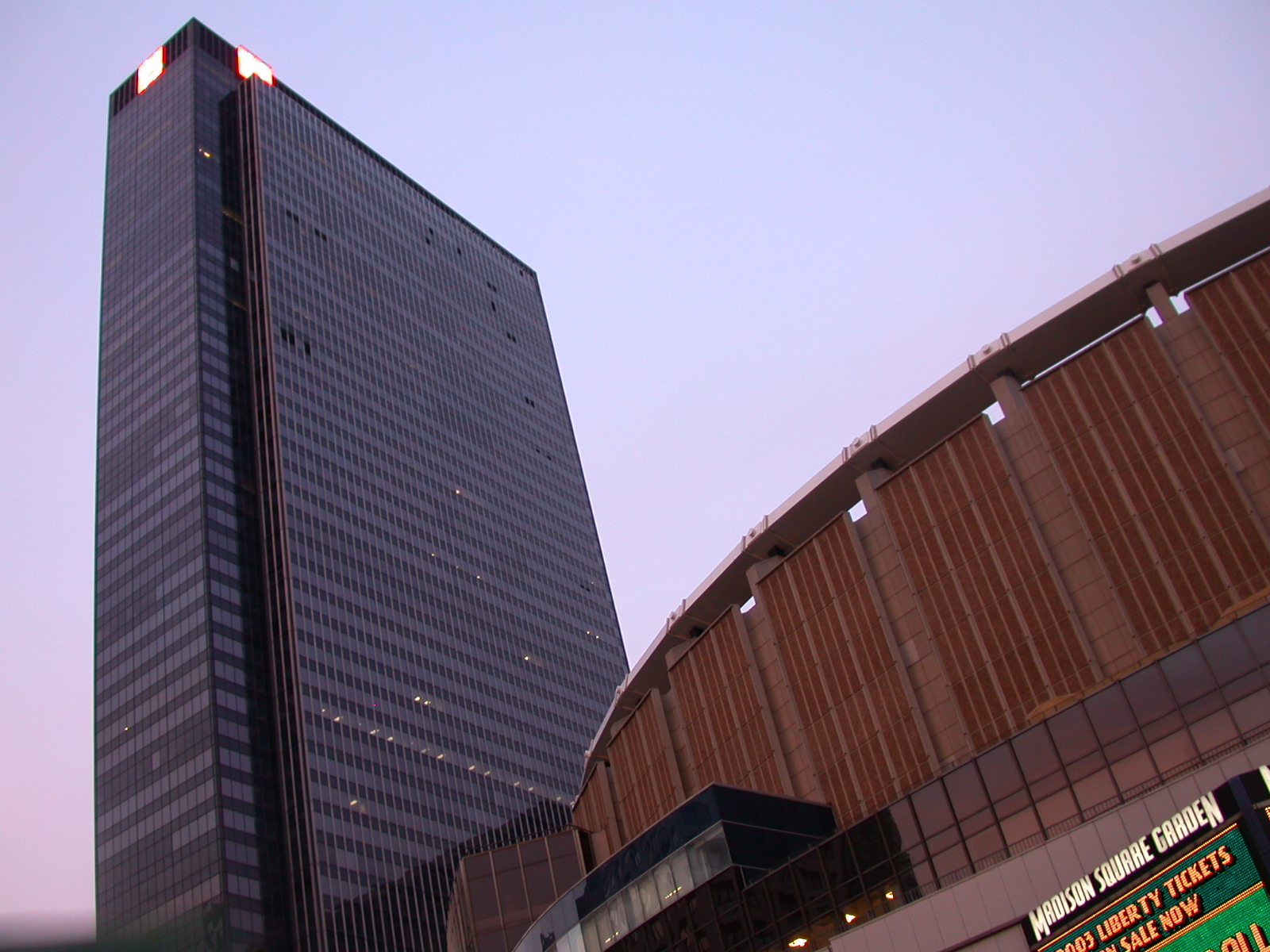
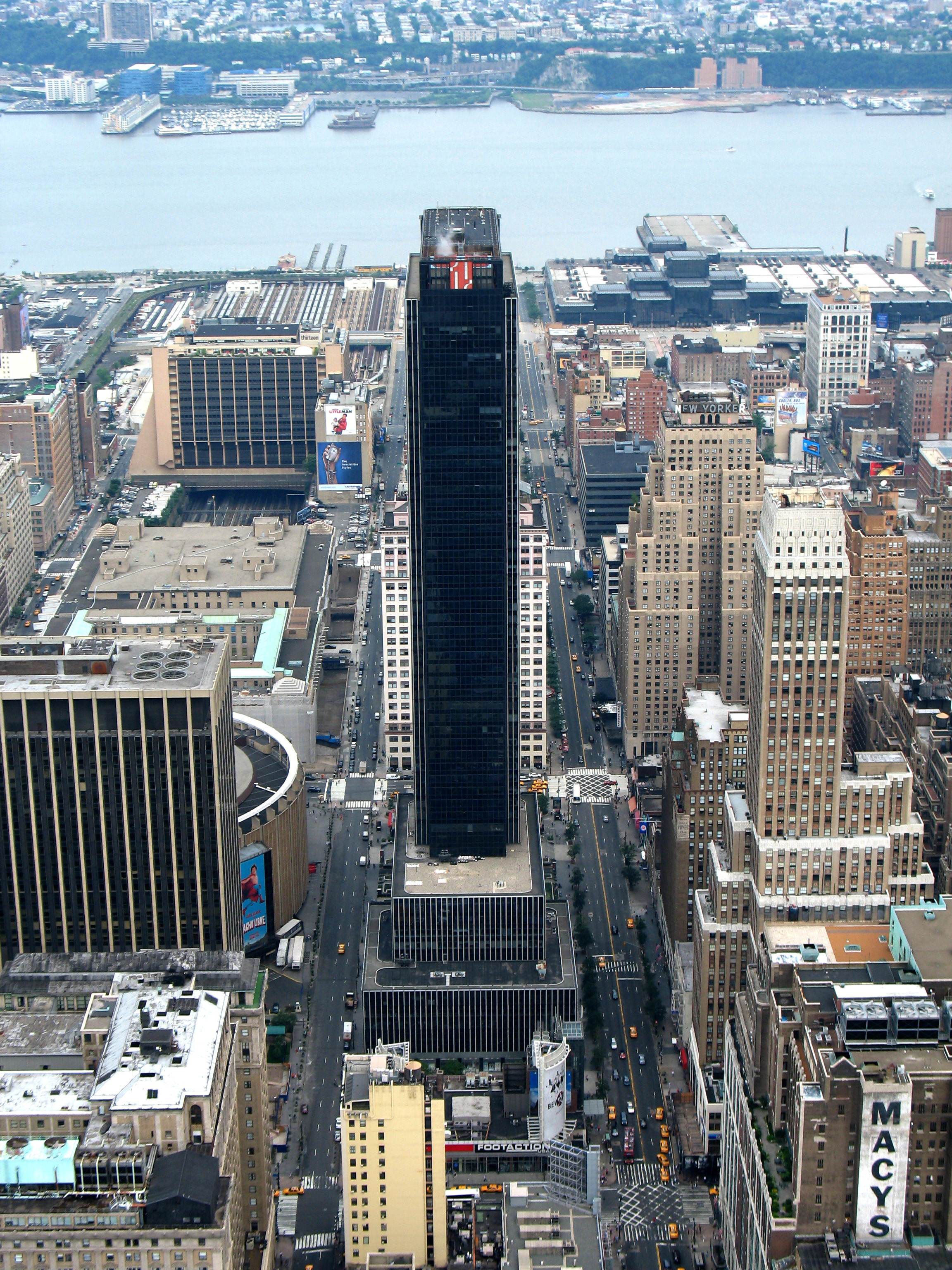